# New Lives for Old

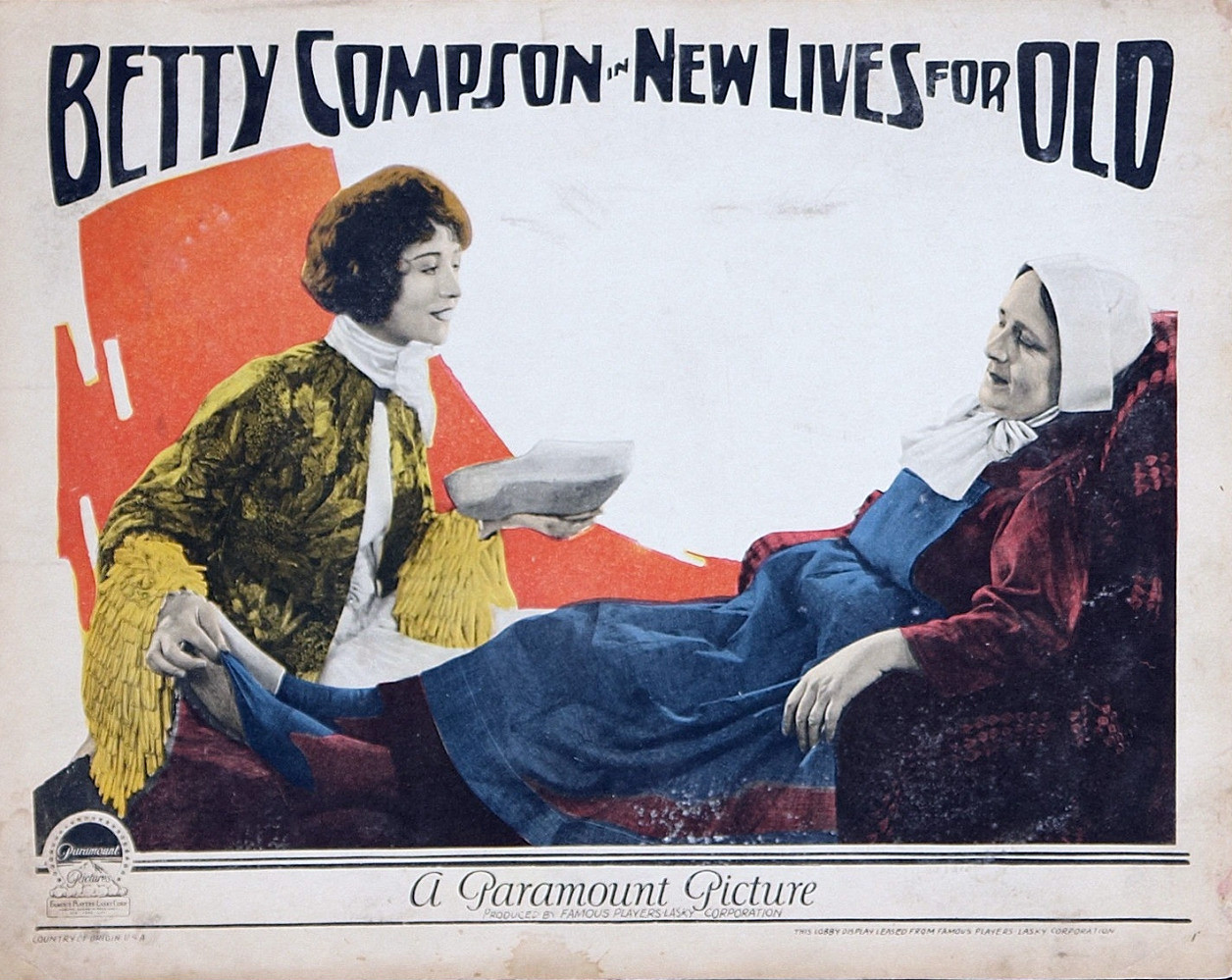
Carte promotionnelle du film.

New Lives for Old est un film américain réalisé par Clarence G. Badger et sorti en 1925.

## Synopsis
Olympe, une célèbre danseuse, se met au service de son pays pendant la Première Guerre mondiale. Elle sauve un bataillon américain de la destruction lorsque ses plans sont révélés aux espions allemands. Elle est jugée à tort pour son travail et se retrouve déshonorée. Ayant sacrifié sa réputation pour son pays, elle épouse un officier de l'armée américaine, et ils s'embarquent pour les États-Unis.

## Fiche technique
- Réalisation : Clarence G. Badger
- Scénario : Adelaide Heilbron
- Producteur : Adolph Zukor, Jesse Lasky
- Photographie : L. Guy Wilky
- Distributeur : Paramount Pictures
- Durée : 70 minutes (7 bobines)[2]
- Date de sortie : 
  - États-Unis : 22 février 1925

## Distribution

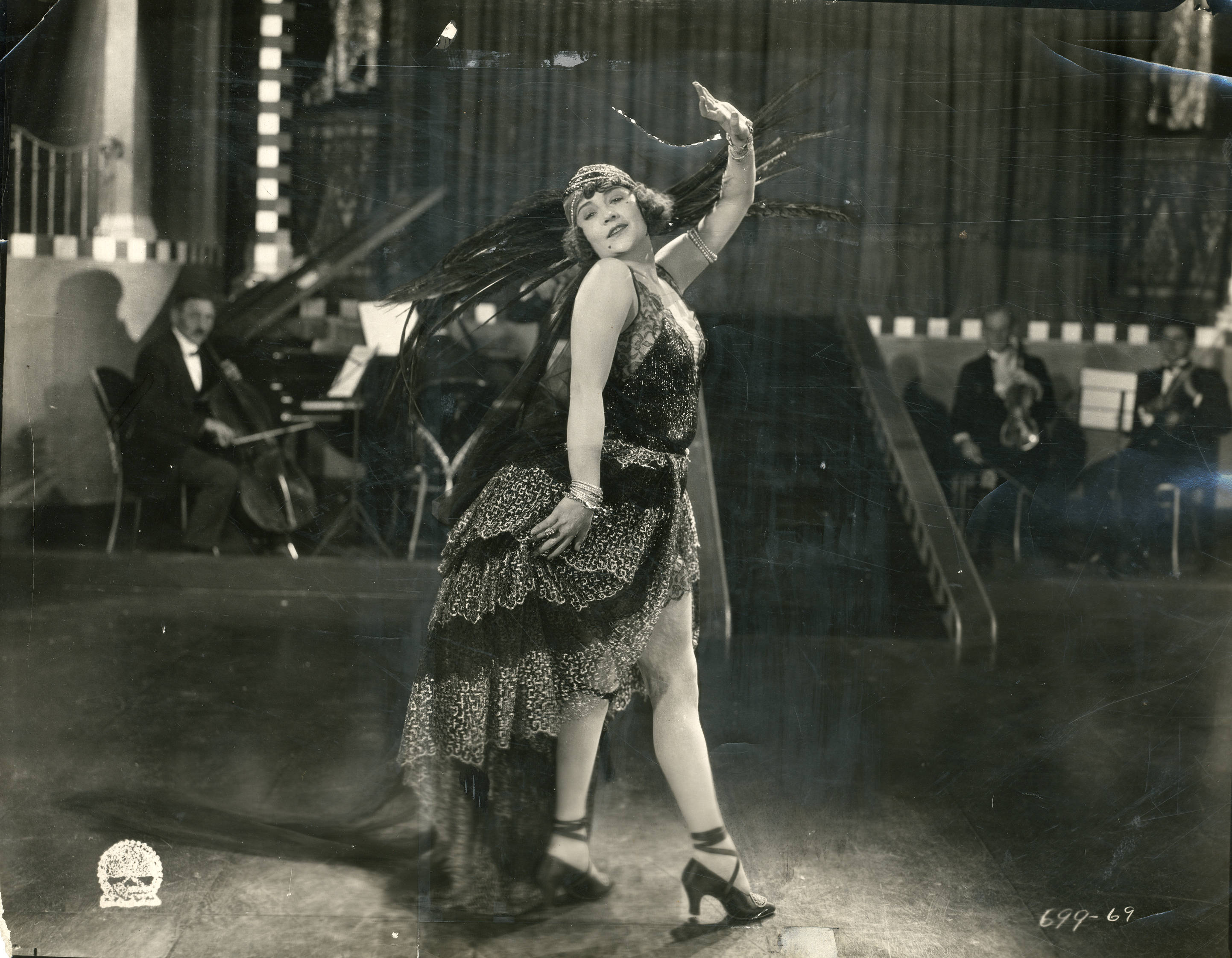
Betty Compson dans une scène du film.

- Betty Compson : Olympe
- Wallace MacDonald : Hugh Warren
- Theodore Kosloff : De Montinbard
- Sheldon Lewis : Pugin
- Jack Joyce : Jean Bertaut
- Margaret Seddon : Widow Turrene
- Joseph J. Dowling : Senator Warren
- Helen Dunbar : Mrs. Warren
- Gale Henry : Berthe
- Marvel Quivey : Nancy
- Ed Faust : Cafe Manager